# بنشاك سيلات

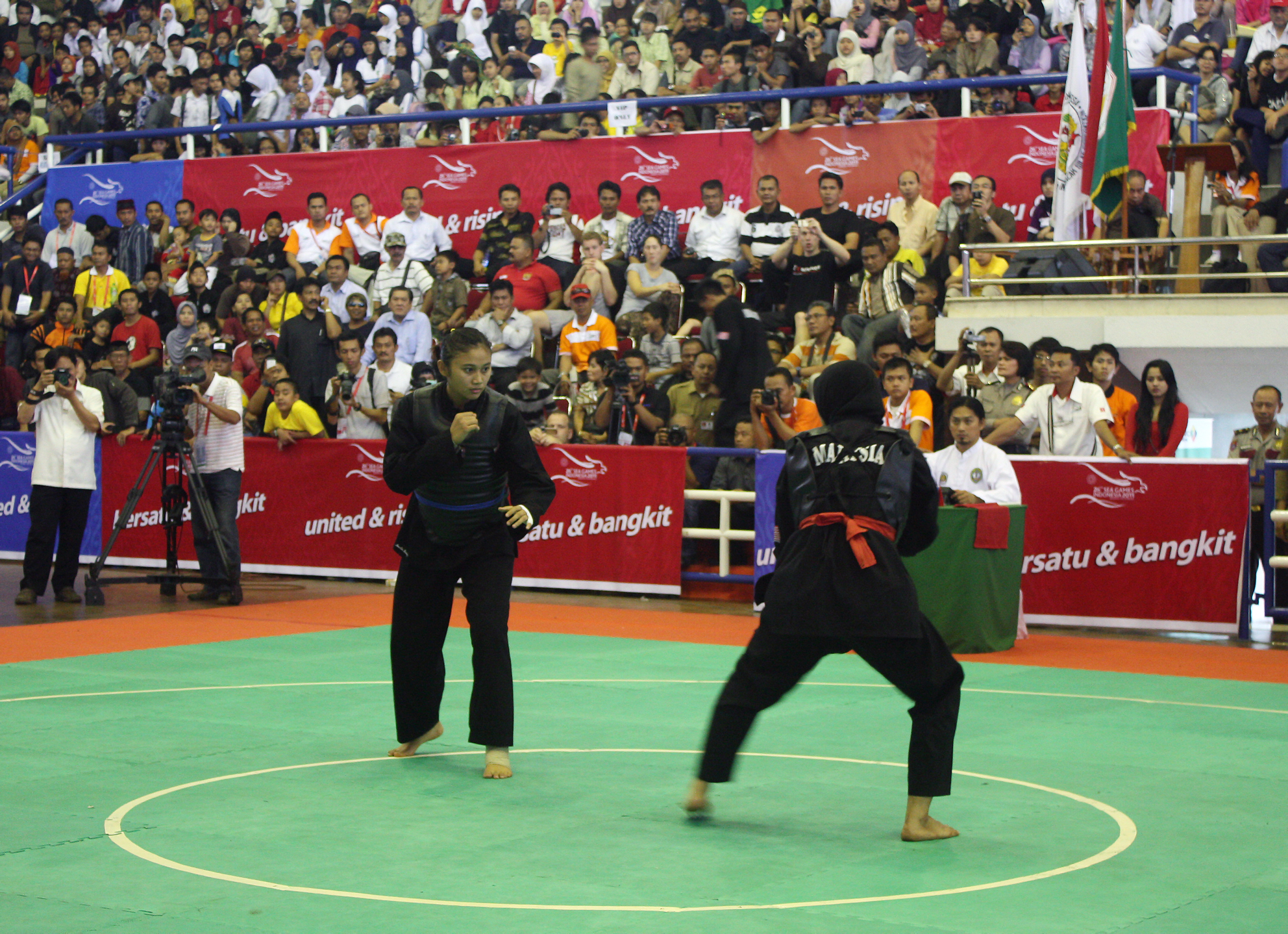

البنجاك سيلات (بالإنجليزية: Pencak Silat)‏ هو اسم لفن من فنون القتال وتعني كلمة «سيلات» أحد الفنون الأندونيسية أما «بنجاك» فهو اسم مدينة في إندونيسيا وقد ظهرت هذه الرياضة في أندونيسيا ويقول البعض ان مكان ظهورها بالتحديد هو جزيرة سومطرة الأندونيسية وهي في الأصل فن عسكري وقد انتشرت هذه الرياضة بعد ذلك في ماليزيا والفلبين وبروناي وجنوب تايلاند وأرخبيل الملايو بشكل عام ثم بدات تعرف طريقها إلى العديد من دول العالم. وقد عرفت هذه الرياضة منذ بدايتها إقبالا كبيرا من الطلاب الذين كانوا يمارسونها في مدارس الأليران ورغم ذلك فهي غير موجودة في تقاليد بعض الجزر الأندونيسية كما أن غالبية من يمارسونها في اندونيسيا هم مسلمون. ويبقى انه ليس معروفا تاريخ هذه الرياضة غير ان بعض المصادر تشير إلى انها ارتبطت بانتشار الإسلام في أرخبيل الملايو.

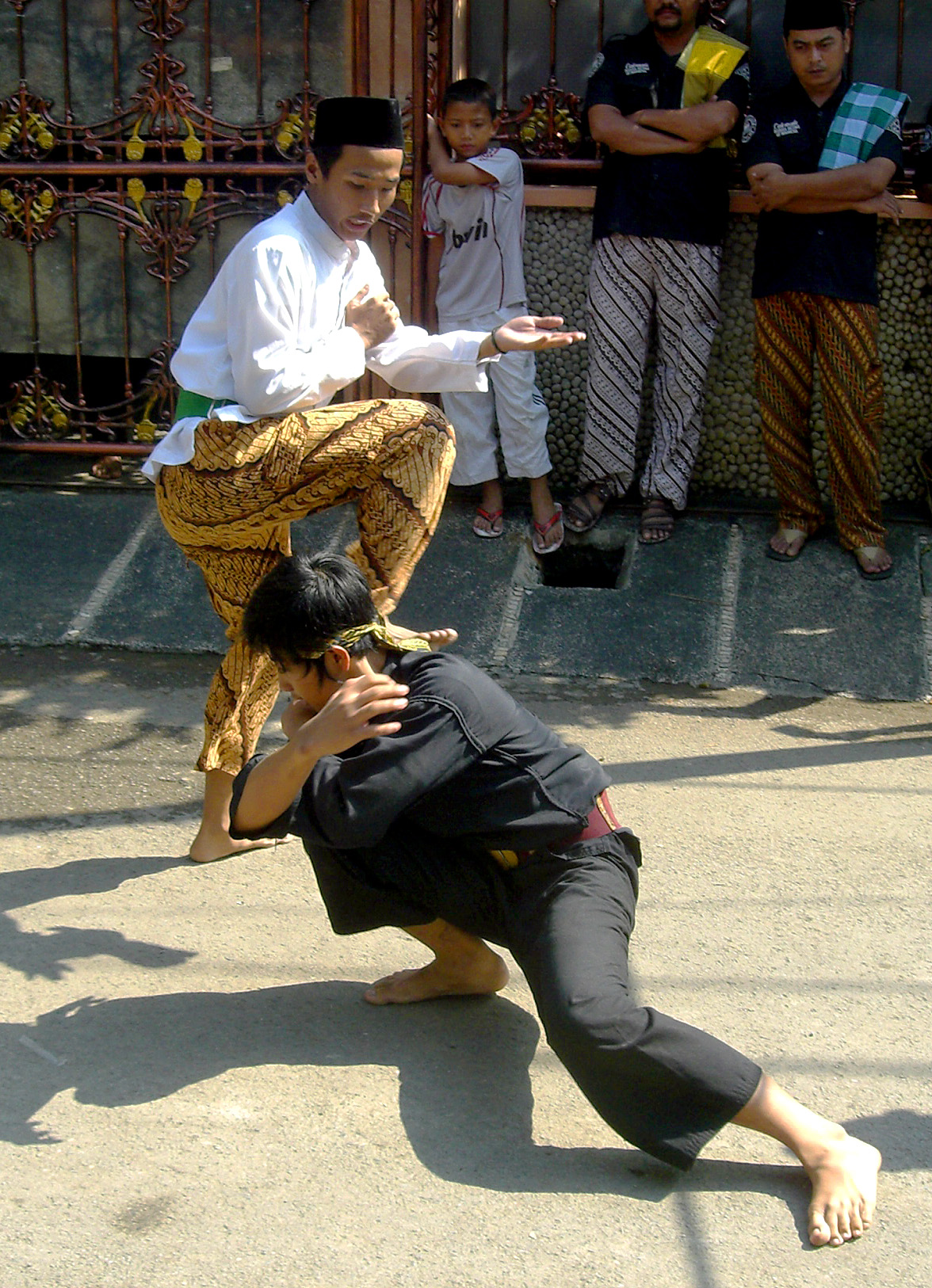

## تقنيات أساسية
يعتمد السيلات على ثلاث قواعد مهمة هي:
- تقنيات السلاسل وقد تمت هيكلة تقنيات السلاسل هذه بعد معركة وهمية من طرف شخص يدعى «جوريس»
- معركة الكفاح وتنص على الألتزام الحديث والكفاح والمنافسة

وتتميز هذه الرياضة بأنها تعتبر من اعظم الفنون القتالية الأسيوية بالمقارنة مع الفنون الأخرى.

## الممارسة
يمارس السيلات تقليديا على شكل ايقاعي ينص على القتال المجرد لمكافحة الأعداء سواء كانوا يحملون أسلحة أو عصيا أو غير ذلك.
وأسلوب ممارستها يقوم على عدة تمارين حيث يستند إلى سلسلة من سلاسل التمارين والهيئات العسكرية التي تسمى على أسماء الحيوانات فمثلا كلمة langkah تعني موقف وتحرك عسكري وهي بمثابة البادئ فمثلا langkah dua هو موقف الأنتظار و tiga هو موقف الحراسة و esquives هو موقف الهجوم والأستعراض.

## المدارس
تنقسم مدراس «البنشاك سيلات» إلى 7 مدارس رئيسية:
- المدارس الإسلامية ويشترط على الملتحقين بها ان يكونوا مسلمين وقارئين للقرآن ليتم قبولهم
- المدارس المفتوحة وهي متاحة للجميع بالتغاضي عن الدين أو الجنس أو النتماءات الفكرية...
- المدارس الرياضية وتعتبر السيلات نوعا من المنافسة قريبا من رياضة الملاكمة
- المدارس الفلكلورية التي تعتبر السيلات فنا أصيلا وثراثيا ذو مكانة عالية في نفوس الممارسين له
- المدارس الأكثر أو الأقل سرية ويدرس فيها السيلات في اطار سري وبمعناه الحقيقي
- مدارس الشامانيك أو المدارس الداخلية
- المدارس المختلطة والتي تضم العديد من الجنسيات